# ゟ
ゟ, читається йорі,— типографічна лігатура в японській мові, утворена злиттям символів хірагани よ (йо) і り (рі), позначає ті ж звуки, що й літери окремо, より (йорі). Записується за допомогою двох штрихів. Використовується рідко, лише в вертикальному письмі.

## У Юнікоді
| Символ | Юнікоду | JIS X 0213 | Назва              |
| ------ | ------- | ---------- | ------------------ |
| ゟ     | U+309 F | 1-2-25     | より МФА:[[joɽʲi]] |